# Mott the Hoople
Мот д хупл (енгл. Mott the Hoople) је британска рок група из 70-их година 20. века.

## Историја
Мик Ралфс (Mick Ralphs), гитара, Дејл Грифин (Dale "Buffin" Griffin), бубњеви, Оверенд Пит Вотс (Overend Pitt Watts), бас гитара и Верден Ален (Verden Allen), оргуље почели су као група Сајленс (Silence). Са певачом Стеном Типинсом (Stan Tippins) снимили су неколико песама које су се касније објавили. Типинса је заменио Ијан Хантер (Ian Hunter) а Типинс је остао у групи као менаџер и пратећи вокал. Група је добила име Мот д хупл по књизи Виларда Мануса (Willard Manus). Снимили су четири не превише успешна албума, али су били много успешнији и познатији као концертна група. Група је 1972. била на рубу разлаза али на наговор Дејвида Боуија наставља са радом и постиже прве комерцијалне успехе. До 1974. следили су два нова албума и први успеси у САД. 
У то доба почињу и прве свађе унутар групе будући да се део чланова није слагао са новим глам рок имиџом групе. Мик Ралфс и Верден Ален напуштају групу 1972. односно 1973. а Ралфс са Полом Роџерсом из групе Фри оснива групу Бед компани. 
Нови гитариста је постао Аријел Бендер (Ariel Bender). Вердена је прво заменио Мик Болтон (Mick Bolton) а затим Блу Вивер (Blue Weaver). Након доласка пијанисте Моргана Фишера (Morgan Fisher) у групу, Хантер на концертима углавном свира гитару. Ова постава групе имала је успеха и у САД. Бендер је напустио групу 1974. а заменио га је Боуијев гитариста Мик Ронсон (Mick Ronson). На крају групу напушта и Хантер. Са певачом Најџел Бенџамином (Nigel Benjamin) и гитаристом Рејом Мејџором (Ray Major) група наставља деловање под именом Мот, али са много слабијим успехом. После три албума, још две персоналне промене (Стив Хајамс (Steve Hyams) и Џон Фидлер (John Fiddler) и одласка Најџела Бенџамина, група мења име у Бритиш Лајонс (The British Lions). 

## Музички стил
Група Мот д хупл изводила је хард рок, али је већина музичких критичара сврставала музику групе у глам рок, највише због специфичног сценског наступа и честог коришћења инструмената са клавијатурама.  
Песме је у почетку углавном писао Мик Ралфс, а касније и Ијан Хантер који је остао најпознатији по баладама. Већина песама групе подсећала је на рокенрол 50-их година.

## Хитови
- All the Young Dudes
- Honaloochie Boogie
- All the Way from Memphis
- Roll away the Stone
- The Golden Age of Rock'n'Roll
- Foxy Foxy
- Saturday Gigs

## Албуми

### Мот д хупл
- Mott The Hoople (1969)
- Mad Shadows (1970)
- Wildlife (1971)
- Brain Capers (1971)
- All The Young Dudes (1972)
- Rock And Roll Queen (1972)
- Mott (1973)
- Hoople (1974)
- Live (1974)
- Greatest Hits (1974)
- Live 30th Anniversary Edition (2004)

### Мот
- Drive On (1975)
- Shouting And Pointing (1976)